# Храдец на Свитави
Храдец на Свитави (чеш. Hradec nad Svitavou) је насељено мјесто са административним статусом сеоске општине (чеш. obec) у округу Свитави, у Пардубичком крају, Чешка Република.

## Становништво
Према подацима о броју становника из 2014. године насеље је имало 1.670 становника.